# Omid Khansari
Omid Hussein Bertil Mohammadian Khansari, född 23 augusti 1979 i Tampa i Florida i USA, är en svensk skådespelare.

## Biografi
Omid Khansari gick Teaterhögskolan i Malmö 1998–2002 och är kanske mest känd för att ha spelat Ismael i TV-serien De drabbade. Han spelade Hamir i TV-serien Belinder auktioner och framtidslajvare i Futurevision, en filmatisering av en text av Jonas Hassen Khemiri. Han var också en av skådespelarna i sketcherna i ungdomsprogrammet Raggadish.

## Filmografi
- 2003 – De drabbade (TV-serie)
- 2003 – Belinder auktioner (TV-serie)
- 2004 – Raggadish (TV-serie)
- 2005 – Paketet
- 2006 – Futurevision
- 2006 – Möbelhandlarens dotter (TV-serie)
- 2007 – Beck – Den svaga länken
- 2008 – Vampyrer - Filmvetaren
- 2008 – Oskyldigt dömd (TV-serie)
- 2009 – Sagan om Sverige (TV-serie)
- 2009–2010 – Hotell Kantarell (TV-serie)
- 2010 – Kommissarie Späck - Råttan
- 2010 – Rymdskeppet
- 2011 – Partaj (TV-serie)
- 2014 – Äkta människor (TV-serie)
- 2016 - Midnattssol (TV-serien)
- 2018 – Sthlm Rekviem (TV-serie)
- 2019 – Innan vi dör (TV-serie)
- 2024 – Ronja Rövardotter (TV-serie)

## Teater

### Roller (ej komplett)
| År   | Roll                    | Produktion                                                                                            | Regi                      | Teater                   |
| ---- | ----------------------- | --- | ------------------------- | ------------------------ |
| 2010 | Frédéric                | Slott i Sverige Françoise Sagan                                                                       | Jenny Andreasson          | Dramaten                 |
| 2010 | Hassan Khafari Judas    | Jerusalem 2010 Eva Bergman                                                                            | Eva Bergman               | Dramaten                 |
| 2010 | Häxgubben               | Mannen i ormskinnsjackan Tennessee Williams                                                           | Malin Stenberg            | Dramaten                 |
| 2011 | Fru von Merkens         | Vargtimmen Ingmar Bergman                                                                             | Malin Stenberg            | Dramaten                 |
| 2011 | La Fleche Mäster Jaques | Den girige Molière                                                                                    | Gösta Ekman               | Dramaten                 |
| 2012 |                         | The Royal Dramatic Rumble Wrestling Fight Night Forever! - Fadren vs Fordringsägare August Strindberg | Nils Poletti              | Dramaten                 |
| 2013 | Hamlet                  | Hamlet William Shakespeare                                                                            |                           | Länsteatern i Örebro     |
| 2013 | Medverkande             | The Mental States of Sweden Mattias Andersson                                                         | Mattias Andersson         | Dramaten                 |
| 2014 | Hamlet                  | Hamlet William Shakespeare                                                                            | Dritëro Kasapi            | Örebro länsteater        |
| 2014 | Peter                   | Under belägring Marianne Lindberg De Geer                                                             | Marianne Lindberg De Geer | Dramaten                 |
| 2014 | Ogebratt                | Hej, det är jag igen Kristina Lugn                                                                    | Sara Giese                | Dramaten                 |
| 2017 | Olof                    | Våra drömmars stad Per Anders Fogelström                                                              | Linus Tunström            | Kulturhuset Stadsteatern |
| 2018 | Abe                     | Onåd Ayad Akhtar                                                                                      | Dritëro Kasapi            | Kulturhuset Stadsteatern |
| 2019 | Chenneviette            | Förlovningen Georges Feydeau                                                                          | Ellen Lamm                | Dramaten                 |
| 2019 | Hovfolk                 | Fedra/Hippolytos Tora von Platen                                                                      | Tatu Hämäläinen           | Dramaten                 |
| 2020 | Olof Georg Bjerre       | Maj Kristina Sandberg                                                                                 | Ellen Lamm                | Dramaten                 |
| 2021 |                         | Den yttersta minuten Mattias Andersson                                                                | Mattias Andersson         | Dramaten                 |
| 2021 | Olof Georg Bjerre       | Maj Kristina Sandberg                                                                                 | Ellen Lamm                | Dramaten                 |
| 2023 | Erik                    | Pappas födelsedag Alejandro Leiva Wenger                                                              | Frida Röhl                | Dramaten                 |
| 2023 | Prästen                 | Den stora skrivboken (Le grand cahier) Ágota Kristóf                                                  | Sofia Jupither            | Dramaten                 |